# Orippo

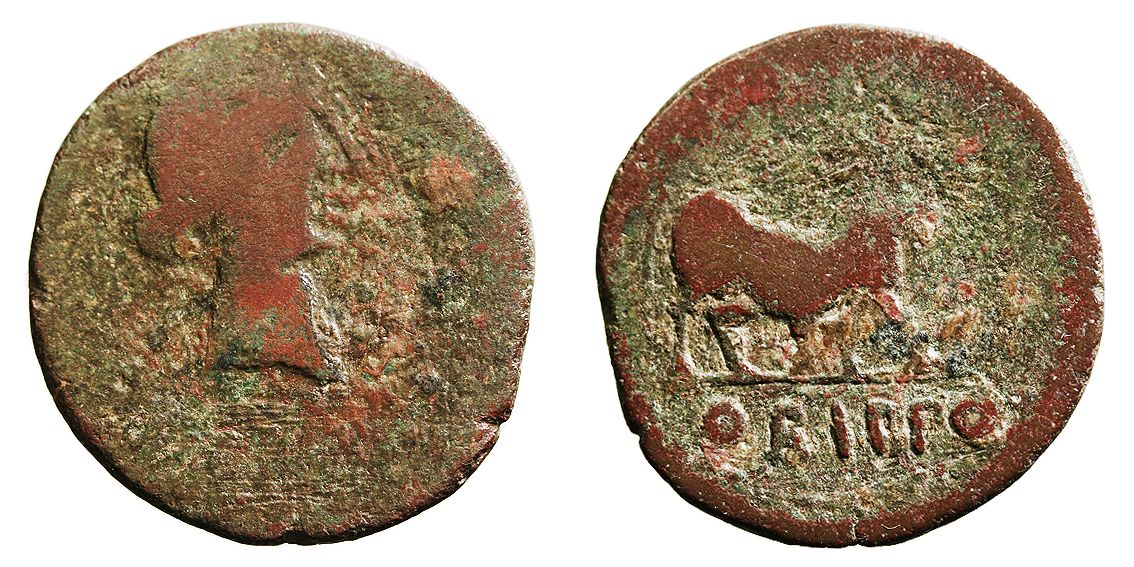
As de bronce acuñado en Orippo.

Orippo fue una ciudad romana de orígenes turdetanos. Es citada en el VII Itinerario de Antonino (Vía Augusta), situándola entre Ugia (Torre Alocaz, Utrera) e Hispalis (Sevilla), a orillas del antiguo Lacus Ligustinus. También es citada en los Vasos de Vicarello. Se ubica en el actual término municipal de Dos Hermanas (Sevilla), entre el encauzamiento del río Guadaira y el polígono industrial Carretera de La Isla.

## Toponimia
El sufijo -ippo presente en el nombre de la ciudad se asocia a los oppida o ciudades de origen turdetano, como Basilippo, Irippo, Ostippo, Acinipo o Baesippo. El nombre de Orippo significa por tanto 'ciudad del caño', en alusión al brazo del río junto al que se encontraba.

## Estatus jurídico
Orippo llegó a acuñar moneda propia, lo que sugiere que fue una ciudad estipendiaria.

## Yacimientos
El yacimiento se encuentra junto a la Torre de los Herberos. A su alrededor se han encontrado hornos de alfarería, muros, un grupo de tumbas y un pozo. El descubrimiento más importante fue el del Matrimonio sedente de Orippo, una escultura en piedra en la que una pareja expresa un cariñoso gesto con sus manos.
El yacimiento arqueológico de Orippo fue declarado Bien de Interés Cultural en 1992.